# Iwan Tałdykin
Iwan Gordiejewicz Tałdykin (ros. Иван Гордеевич Талдыкин; ur. 1 sierpnia?/14 sierpnia 1910 w Putywlu, zm. 16 marca 1945 w Połczynie-Zdroju) – oficer Armii Czerwonej, as myśliwski, podpułkownik pilot Ludowego Wojska Polskiego.

## Życiorys
Syn Hordieja. W 1927 roku ukończył szkołę techniczną, a w roku 1932 wieczorowy uniwersytet robotniczy. W 1933 roku został powołany do odbycia zasadniczej służby wojskowej w lotnictwie. Ukończył kurs strzelców pokładowych, a w 1938 ukończył oficerską szkołę lotniczą i został skierowany do lotnictwa myśliwskiego. W latach 1939–1940 walczył na froncie w Finlandii, gdzie został ciężko ranny. Od kwietnia 1941 r. dowodził eskadrą w 236 Pułku Lotnictwa Myśliwskiego.
22 czerwca 1941 roku, jako jeden z pierwszych, podjął walki powietrzne z samolotami Luftwaffe w trakcie których został ranny. Po rekonwalescencji we wrześniu 1941 roku rozpoczął służbę w 509 Pułku Lotnictwa Myśliwskiego. Od listopada 1942 roku dowodził 519 Pułkiem Lotnictwa Myśliwskiego. W czerwcu 1943 roku objął dowództwo nad 88 Gwardyjskim Pułkiem Lotnictwa Myśliwskiego. Ponownie został ranny w trakcie walk lotniczych, w sierpniu 1943 roku został dowódcą 518 Pułku Lotnictwa Myśliwskiego.
22 lutego 1944 roku objął dowództwo nad 1 Pułkiem Lotnictwa Myśliwskiego "Warszawa". Dowodził nimi od Warki do Kołobrzegu. Zginął 16 marca 1945 roku podczas powrotu z lotu bojowego wykonywanego w rejonie Kołobrzegu, jego samolot zderzył się z ziemią w rejonie Połczyna-Zdroju.
W czasie swej służby wykonał 201 lotów bojowych w czasie 1500 godzin. Zaliczono mu zestrzelenie 8 samolotów. Został pochowany w kwaterze żołnierzy radzieckich na cmentarzu komunalnym w Bydgoszczy.

## Ordery i odznaczenia
- Krzyż Srebrny Virturi Militari,
- Order Czerwonej Gwiazdy,
- Order Czerwonego Sztandaru,
- Order Wojny Ojczyźnianej (dwukrotnie),
- Medal „Za zasługi bojowe”.

## Upamiętnienie
Jego imieniem nazwano ulicę w Fordonie i Świdwinie. W Połczynie-Zdroju postawiono upamiętniający go pomnik.